# Hastenlloy
Hastenlloy là thương hiệu đã được đăng ký bởi Haynes International, Inc. Nhãn hiệu dùng cho loạt các chuỗi đầu của ký hiệu các họ hợp kim chống ăn mòn bởi kỹ thuật luyện kim dưới các nhóm vật liệu "siêu hợp kim" hay "hợp kim hiệu suất đặc biệt".
Ví dụ về một số hợp kim họ Hastenlloy:
- Hastelloy A
- Hastelloy B
- Hastelloy B2
- Hastelloy B3
- Hastelloy C
- Hastelloy C4
- Hastelloy C22
- Hastelloy C2000
- Hastelloy C263
- Hastelloy C276
- Hastelloy D
- Hastelloy G
- Hastelloy G2
- Hastelloy G3
- Hastelloy G30
- Hastelloy G50
- Hastelloy H9M
- Hastelloy N
- Hastelloy R235
- Hastelloy S
- Hastelloy W
- Hastelloy X

Thành phần nổi trội nhất của hợp kim hastenlloy là kim loại chuyển tiếp niken. Các nguyên tố hợp kim hoá khá được cho vào nhằm thay đổi các đặc tính của họ các hợp kim hastenlloy là mô lip đen, crôm, coban, sắt, đồng, mangan, titan, ziconi, nhôm, carbon, và vônfram.
Đặc tính chính của siêu hợp kim hastenlloy chính là khả năng tồn tại dưới nhiệt độ cao, áp lực lớn và trong môi trường ăn mòn khốc liệt. Với môi trường làm việc khắc nghiệt, thì hợp kim trên cơ sở sắt không thể chống chịu được như bình chịu áp lực, lò phản ứng hạt nhân, lò phản ứng hoá học, các loại đường ống và các loại van trong ngành hoá học.